# Bernard de Montaigu
Bernard de Montaigu, mort le 23 février 1248, est un prélat français du XIIIe siècle, évêque du Puy.

## Biographie
Bernard de Montaigu est issu d'une famille noble d'Auvergne. Il est le fils de Pierre, seigneur de Montaigu-sur-Champaix, et serait le frère de Pierre, grand-maître de l'ordre du Temple.
Bernard est évêque du Puy à partir de 1237. Il accompagne en 1238 Louis IX jusqu'à Sens, où il reçoit du roi des reliques de la sainte épine.
Les citoyens du Puy organisés en commune et retranchés derrière les murailles crénelées de leur cité, défient, malgré la protection du roi le pouvoir de l'évêque. L'évêque jette une interdiction sur la ville et le roi force à reconnaître les droits seigneuriaux de l'évêque et frappe les citoyens du Puy d'une amende considérable au profit du sanctuaire violé par la sédition.